# Bidirektionaler Text
Bidirektionale Texte sind meist mehrsprachige Texte, in denen Schriften mit zwei Schreibrichtungen verwendet werden. Dies stellt vor allem in der Informations- und Computertechnik seit dem weltweiten Datenaustausch durch das Internet eine Herausforderung dar.

## Schriften mit verschiedenen Schreibrichtungen
In verschiedenen Sprachen werden unterschiedliche Schreibsysteme verwendet.
In Europa und in europäisch beeinflussten Kulturen sind vorwiegend Schriften mit einer Schreibrichtung von links nach rechts gebräuchlich, beispielsweise in Latein, Deutsch oder Englisch.
Andere, besonders semitische Schriften, wie etwa die hebräische, arabische oder persische und davon beeinflusste Schriften wie Thaana und Kharoshthi, werden  von rechts nach links (englisch: right to left, RTL) geschrieben.
Es gibt aber auch Schriften, die sowohl von links nach rechts als auch umgekehrt von rechts nach links geschrieben werden können, wie es zum Beispiel mit ägyptischen Hieroglyphen oder chinesischen Schriftzeichen möglich ist. Dazu die folgenden zwei Bilder.

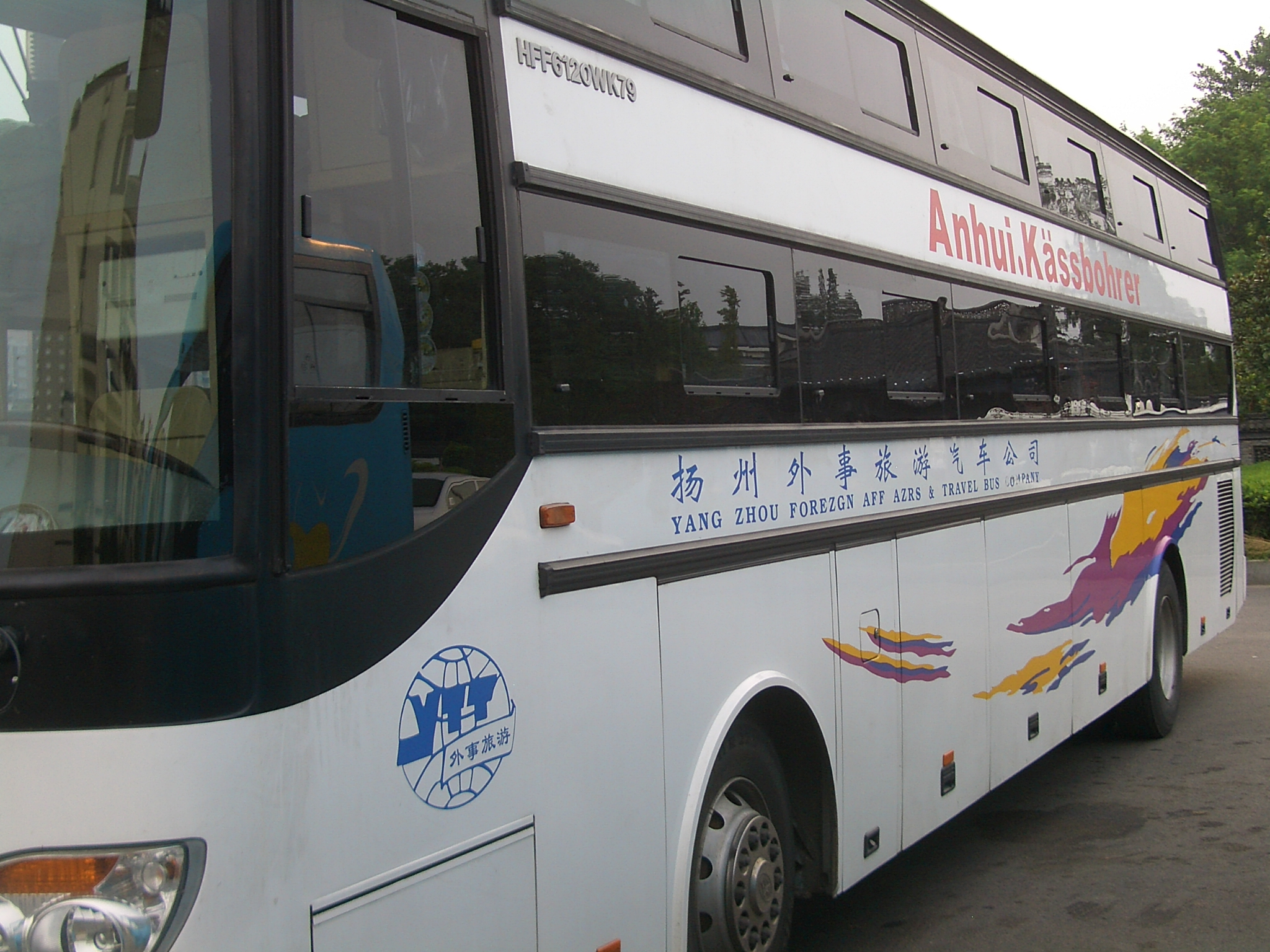
An Bussen in der VR China laufen Schriften oft von der Front Richtung Heck. Also an der linken Wagenseite von links nach rechts. (korrekt: „… Foreign Affairs …“)
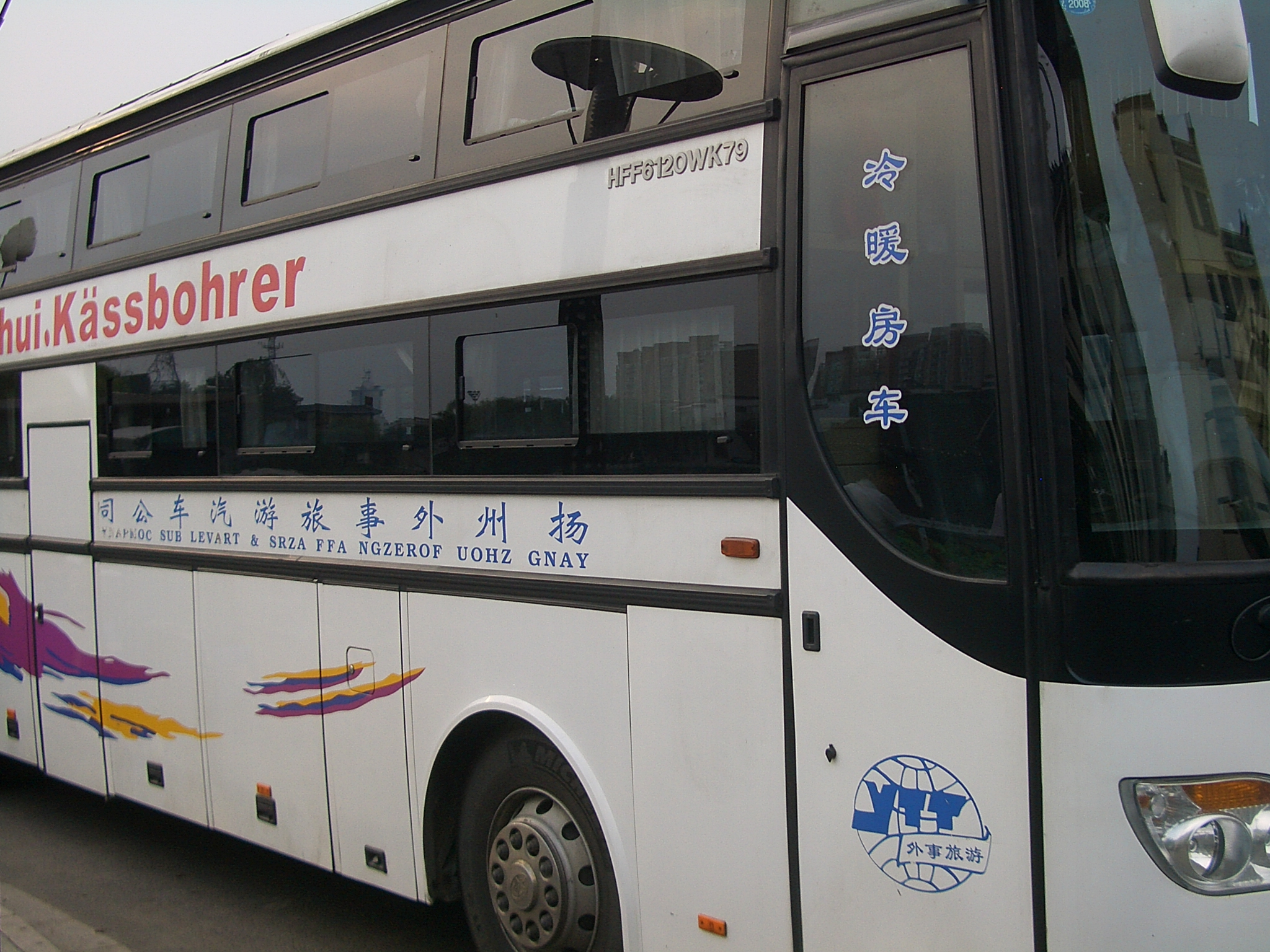
An der rechten Wagenseite demnach von rechts nach links. In diesem – etwas unüblichen – Fall ist auch die Umschrift (in Lateinbuchstaben) von rechts nach links.

## Bidirektionale Texte in Computersystemen
| Ob Ihr Browser den hebräischen Text auf dieser Seite korrekt darstellt, können Sie hier sehen. |        |
| Hebräisch für „Garten Eden“                                                                    | גן עדן |
| Der Text (rechts) sollte etwa so aussehen wie das Bild (links)                                 |        |

Bidirektionale Schreibunterstützung (Bidirectional script support, BiDi oder bidi) ist die Möglichkeit, mit Computersystemen komplexe Texte in verschiedenen Schreibrichtungen zu verfassen.
In älteren Systemen wurde meist nur eine Schreibrichtung, oft von links nach rechts, unterstützt. Durch die Verbreitung der Computertechnik über die gesamte Welt und damit kulturübergreifend müssen Texteditoren und andere Textverarbeitungssysteme beide Schreibrichtungen verarbeiten können.
Manche Computerprogramme können bidirektionalen Text nicht richtig anzeigen. So sollte die hebräische Bezeichnung für den Garten Eden (גן עדן) von rechts nach links (gimel (ג), nun (ן), ajin (ע), daleth (ד), nun (ן)) buchstabiert werden.
Vor allem bei Mischtexten, in denen verschiedene Schriften innerhalb eines Absatzes verwendet werden, haben Computersysteme noch heute Darstellungsprobleme.

### Unicode
In Unicode werden mehrere Schriftsysteme dargestellt, wobei jedem Buchstaben seine Schreibrichtung zugeordnet wird; Satzzeichen haben hingegen keine festgelegte Schreibrichtung. Zeichen mit einer festgelegten Schreibrichtung heißen „strong characters“; Zeichen, die in verschiedenen Schreibrichtungen verwendet werden können, heißen „weak characters“. Der Unicodestandard legt dabei nicht fest, wie mit „weak characters“ umgegangen werden muss, es gibt aber den Unicode-Bidi-Algorithmus, der versucht, eine passende Schreibrichtung für die Satzzeichen zu finden.
Ein Beispiel für einen solchen Algorithmus: Steht ein „weak character“ zwischen zwei „strong characters“ mit der gleichen Schreibrichtung, so erbt es die Schreibrichtung. Steht es hingegen zwischen zwei „strong characters“ mit unterschiedlicher Schreibrichtung, wird die Hauptschreibrichtung des Textes übernommen. Steht ein „weak character“ zwischen anderen „weak characters“, wird versucht, die Schreibrichtung des nächstgelegenen „strong characters“ zu ermitteln.
Um dieses Verhalten zu beeinflussen, gibt es unter den bidirektionalen Steuerzeichen die „pseudo-strong characters“ (U+200E LTR und U+200F RTL), auch „marks“ genannt. Diese Zeichen werden nicht gedruckt, verhalten sich aber wie ein entsprechender „strong character“ zur Ermittlung der Schreibrichtung für ein Satzzeichen.

### Bereichsweise Schreibrichtung
In modernen elektronischen Dokumenten, insbesondere mittels HTML für das Internet, sollte nicht mehr mit der Steuerung durch eingestreute Unicode-Steuerzeichen gearbeitet werden.
Vielmehr sollten Elemente mit eindeutiger einheitlicher Schreibrichtung (und meist auch gleicher Schrift) definiert werden, welche dann aneinandergereiht werden können.
In HTML sind das:
- <bdo> – zur expliziten Zuweisung mit dir="rtl" oder  dir="ltr" und gern auch mit lang="he" etwa zur Kennzeichnung der hebräischen Sprache.[1]
- <bdi> – zur Isolierung unbekannter, fremder Textbereiche.[2]